# Asphondylia caleae
Asphondylia caleae är en tvåvingeart som beskrevs av Edwin Möhn 1959. Asphondylia caleae ingår i släktet Asphondylia och familjen gallmyggor.
Artens utbredningsområde är El Salvador. Inga underarter finns listade i Catalogue of Life.